# Dichanthium armatum
Dichanthium armatum är en gräsart som först beskrevs av Hoook.f., och fick sitt nu gällande namn av Ethelbert Blatter och Mccann. Dichanthium armatum ingår i släktet Dichanthium och familjen gräs. Inga underarter finns listade i Catalogue of Life.